# 卡比萨省
卡比萨省（波斯語：ولایت قندهار）是阿富汗34個省份之一，位於阿富汗東北部。卡比薩省人口估計為364,900人，但未有正式統計。卡比薩省面積只有1,842平方公里，是阿富汗最小的省份，但也因此成為繼喀布爾省以後人口密度最高的省份。卡比薩省省會是馬哈茂德埃拉基，而最大城市和最大縣則是尼茲拉卜。
1. ↑   (PDF). nps.edu.   [2019-04-09]. （原始内容存档 (PDF)于2012-10-02）.
2. ↑  . Statoids.com.   [2013-05-02]. （原始内容存档于2018-12-25）.